# 奇幻漫畫
奇幻漫畫（Fantasy Comics）是奇幻类的漫畫。例如奇幻文學或奇幻小說的漫畫版本，通常泛指描述架空的魔法世界的漫畫。

## 常見要素

### 世界設定
常見的世界設定有以下幾種：
1. 仿歐洲中古時代（使用馬車或帆船為交通工具），大多以王權的時代設定[1]
2. 近代（以平行世界或外星球為基礎，為科學與魔法並存的世界）[2]
3. 未來的科幻世界（極度發達的科學，對於在未開化的外星文明或過去的地球，宛如魔法一般）[3]

### 種族
- 人類（Human）、鬼、幽靈
- 動物、神話生物、神獸
- 神族、天使、墮天使
- 精靈族（Elf）
- 魔族（Demon）
- 龍族（Dragon）[4]
- 獸人族（Therianthropy）
- 矮人、侏儒（Dwarf）、地底侏儒（Gnome）、哈比人（Hobbits）、半身人（Halfling）
- 混血種族（雙親其中一方為人類）：半精靈（Half-elven）、半神（Demigod）
- 不死生物

### 職業
- 王族（國王、女王、公主、王子）
- 騎士、魔法騎士、見習騎士、騎士團長
- 勇者[5]
- 魔法師[6]
- 神官、賢者、祭司
- 魔王（部份的奇幻漫畫以魔王為主角）[7]
- 盜賊
- 工匠、商人

### 武器技術
- 傳統刀劍與弓……等的武器（通常不含鎗砲在內……等火器的武器）
- 魔法與魔法物品[6]
- 煉金術[8]
- 科學（為襯托魔法與煉金術的價值，可能出現些許科學的設定，但為非主流）[9]
- 傳說中的金屬，奧里哈魯根、秘銀（Mithril）、精金（Adamantine）、（KURERIA）[10]、賢者之石、（日緋色金）……等

### 魔物
- 史萊姆（Slime）
- 哥布林（Goblin）、狗頭人（Kobold）、食人魔（Ogre）、半獸人（Orc）
- 獅鷲獸（Griffin）、奇美拉（Chimera）
- 地獄犬（Hellhound）
- 哥雷姆（Golem）
- 龍（Dragon）、雙足飛龍（Wyvern）
- 骷髅 (怪物)（英语：Skeleton (undead)）（Skeleton）、喪屍（Zombie）、食屍鬼（Ghoul）、巫妖（Lich）、吸血鬼（Vampire）
- 克拉肯（Kraken）

## 相關
- RPG、TRPG、MMORPG